# Cattedrali normanne in Sicilia
Questa voce elenca le cattedrali normanne presenti in Sicilia edificate durante il regno degli Altavilla. L'edificazione, costruzione, ricostruzione, potenziamento avvenne tra la caduta del dominio arabo e l'avvento degli Angioini.

## Cattedrali

### Agrigento e provincia
- 1094, Cattedrale di San Gerlando di Agrigento edificata dal Vescovo di Girgenti Gerlando di Besançon parente del Gran Conte Ruggero.[1],[2]
  - XI secolo, Basilica cattedrale di Santa Maria dei Greci di Agrigento, costruita sulle fondazioni del Tempio di Atena Lindia e Zeus Atabyrios in stile arabo - normanno. Sotto la dominazione bizantina è cattedrale di rito greco - ortodosso, sotto la dominazione normanna è cattedrale Cattolica, prima della Cattedrale di San Gerlando.
- 1090, Cattedrale di San Giorgio di Caltabellotta edificata per volontà del Gran Conte Ruggero, «Gran Priorato di San Giorgio di Triocala»[3], Diocesi dismessa e assorbita dalla Diocesi di Agrigento. La quinta cappella è stata l'abside della prima Chiesa proto cristiana del luogo, sulla quale gli Arabi nell'850 circa, hanno costruito una Moschea. In seguito alla vittoria del Gran Conte Ruggero sui musulmani nel 1090, fu modificata in Cattedrale. Soppressione della Diocesi di Triocala.[4]

### Caltanissetta e provincia
- 1100, Ex Cattedrale di Santa Maria degli Angeli di Caltanissetta, Cattedra trasferita all'inizio del XVII secolo presso la Cattedrale di Santa Maria la Nova della Diocesi di Caltanissetta appartenente all'Arcidiocesi di Agrigento.[5]

### Catania e provincia
- 1078, Cattedrale di Sant'Agata di Catania costruita per opera del Gran Conte Ruggero edificata sulle rovine delle Terme Achilliane. Primo abate Angerio.[6]
  - 264, Chiesa di Sant'Agata la Vetere di Catania, fondata nel 264 e cattedrale della città in epoca normanna fino al 1094 quando il Gran Conte Ruggero dispone la costruzione del nuovo luogo di culto.[7]
- 1282, Cattedrale di San Giuliano di Caltagirone della Diocesi di Caltagirone appartenente all'Arcidiocesi di Catania, per tradizione edificata in epoca normanna.

### Enna e provincia
- 1062, Cattedrale di Maria Santissima Assunta di Troina edificata per opera del Gran Conte Ruggero prima cattedrale normanna di rito latino in Sicilia confluita nell'odierna Diocesi di Nicosia.[8][9] Definita la "Primogenita e Prediletta".
- XII secolo, Cattedrale di San Nicolò o di San Nicolò del Piano di Nicosia derivata dall'antica Chiesa di San Nicolò Petit presso il Castello risalente secondo le iscrizioni all'820. Dal 1826 Cattedrale della Diocesi di Nicosia suffraganea della Arcidiocesi di Messina-Lipari-Santa Lucia del Mela.

### Messina e provincia
- 1097, Basilica Cattedrale Protometropolitana della Santa Vergine Maria Assunta di Messina riedificata su un preesistente tempio cristiano innalzato durante l'Impero di Giustiniano I per opera di Belisario nell'anno 535. Il Gran Conte Ruggero dal miserabile stato in cui i Saraceni l'avevano ridotta, la ristrutturò e la restaurò, indi nell'anno 1197 il 21 settembre l'arcivescovo Bernardo solennemente la consacrò alla presenza di Enrico VI di Svevia Imperatore, figlio di Federico Barbarossa, e di Costanza d'Altavilla.[10][11]
  - XI secolo, Cattedrale di San Nicolò all'Arcivescovado di Messina. Il luogo di culto supplisce nel titolo e come cattedra vescovile la Basilica cattedrale protometropolitana di Santa Maria Assunta devastata dai Saraceni durante la dominazione araba fino al 1197.[12][13]
  - XI secolo, Cattedrale di Santa Maria del Graffeo detta «La Cattolica» di Messina di epoca medievale. Cattedrale di rito bizantino, titolo concesso per privilegio accordato dal gran Conte Ruggero. Elementi architettonici inseriti in costruzioni contemporanee.[14][15]
  - 1100, Cattedrale del Santissimo Salvatore di Messina edificata per opera del Gran Conte Ruggero e del figlio Ruggero II di Sicilia.
    - L'aggregato sorgeva nella parte terminale della penisola di San Raineri: lingua phari. Abbattuto il monastero nel 1535 per ordine di Carlo V nel quadro del potenziamento delle fortificazioni militari del porto. Sull'estremità della falce è edificato il Castello del Santissimo Salvatore.
    - 1549, Un fulmine rade al suolo la chiesa. I Padri Basiliani si trasferiscono a nord della città, nell'area della Spianata dei Greci (in seguito denominata spianata del Santissimo Salvatore dei Greci), lungo il corso del torrente Annunziata, dove oggi sorge il Museo Regionale, lì edificano la nuova chiesa ed un nuovo monastero. Entrambi i manufatti rovinano durante il disastroso Terremoto di Messina del 1908.
    - 1929, Angelo Paino, arcivescovo e archimandrita di Messina, ricostruisce la Cattedrale del Santissimo Salvatore nell'attuale sede. Dal 1943 al 1946, supplì da Cattedrale di Messina in quanto l'edificio di piazza Duomo fu gravemente danneggiato dai bombardamenti della seconda guerra mondiale. A restauri conclusi condivide il titolo di Concattedrale della città di Messina.
- 1094, Cattedrale di San Bartolomeo e Monastero del Santissimo Salvatore di Lipari costruita per opera del Gran Conte Ruggero edificata su un preesistente tempio pagano.[16]
  - 838, Chiesa di San Bartolomeo extra - moenia o di Sant'Agatone extra - moenia di Lipari, primitiva Cattedrale di Lipari.
- 1094, Cattedrale di San Bartolomeo e Monastero del Santissimo Salvatore di Patti costruita per opera del Gran Conte Ruggero e della Contessa Adelaide terza moglie, edificata su una preesistente fortificazione.[16]
- 1094, Cattedrale di Santa Maria Assunta e Santa Lucia di Santa Lucia del Mela costruita per opera del Gran Conte Ruggero edificata su un preesistente tempio.
- 1076[senza fonte], Cattedrale di San Nicola di Bari di Taormina edificata su chiesa preesistente distrutta dagli Arabi. Soppressione della diocesi di Taormina con l'uccisione del vescovo Procopio nel 906 e conseguente integrazione nella diocesi di Troina. Oggi appartenente alla diocesi di Messina.
  - Primitiva cattedrale di Taormina sotto il titolo della «Vergine Assunta in Cielo», parzialmente demolita in epoca araba, dal 1617 chiesa di San Francesco di Paola e convento dell'Ordine dei minimi.[17]
- Cattedrale di Patti. Ampliata in epoca Normanna per volontà del Gran Conte Ruggero I° d'Altavilla e completata in epoca sveva. L'ampliamento è avvenuto su una chiesa di origine bizantina della quale sono emersi resti durante l'ultimo restauro.Il Gran Conte la volle dedicata al SS. Salvatore è affidata ai monaci benedettini. Oggi è dedicata a S.Bartolomeo Apostolo.
- ?, Cattedrale di Milazzo, Primitiva cattedra vescovile documentata nel quartiere di San Papino. Primo Vescovo Aureliano, Pontefice San Lino. La città di Milazzo è stata un'importante sede vescovile in epoca bizantina, pertanto il titolo di cattedrale si estende e trasmette dalla primitiva cattedrale, ....., al duomo di Santa Maria, alla chiesa di San Giacomo Apostolo, al Duomo Antico e all'attuale duomo di Santo Stefano Protomartire. Soppressione della Diocesi di Milazzo nel ?. Confluisce nella Diocesi di Messina.

### Palermo e provincia
- 1072, Cattedrale Metropolitana della Santa Vergine Maria Assunta di Palermo. Il Gran Conte Ruggero restituisce al culto cristiano la Cattedrale più volte riedificata su un preesistente tempio cristiano del IV secolo e trasformata in moschea durante la dominazione araba. Ricostruita nel 1184 - 1185 dall'arcivescovo Gualtiero Offamilio.[18][19]
- 1090, Cattedrale di San Giorgio Martire di Caccamo.
- 1174, Cattedrale di Santa Maria Nuova e monastero benedettino di Monreale per opera di Guglielmo II di Sicilia.[20]
  - IX - XI secolo, Chiesa di Santa Ciriaca o Santa Domenica o «Aghia Kiriaki». In epoca araba il luogo di culto dedicato a Santa Ciriaca è sede temporanea della cattedra palermitana. Edificio di culto al quale Papa Alessandro III fa riferimento nella bolla pontificia emanata il 30 dicembre 1174, con la quale ratifica la costruzione della nuova cattedrale di Monreale, indicandone l'ubicazione con le parole "... Super Sanctam Kjriacam".[21][22]
- 1131, Basilica Cattedrale del Santissimo Salvatore di Cefalù per opera di Ruggero II di Sicilia edificata su un preesistente tempio cristiano del IV secolo, diocesi ripristinata da Ruggero II di Sicilia. Originariamente dedicato a San Giorgio e a Cristo sotto il titolo di san Salvatore.[23]
- X secolo, Cattedrale di San Giacomo e San Biagio di Termini Imerese, diocesi abolita con l'arrivo dei Normanni. L'edificio di culto è preesistente all'anno 1000, elementi rimarcano l'origine altomedievale di alcuni manufatti assieme alla presenza di materiale romano di età imperiale, il sito causa bombardamenti bellici del secondo conflitto mondiale e mancati interventi di restauro, versa in cattive condizioni. Tuttavia, la Diocesi di Termini Imerese permane e il titolo è passato intorno al XVI secolo alla chiesa di Santa Maria La Nova oggi cattedrale di San Nicola di Bari.[24]

### Siracusa e provincia
- 1093, Cattedrale Metropolitana della Natività di Maria Santissima di Siracusa, tempio greco dedicato a Atena trasformato in basilica, saccheggiata e trasformata in Moschea dagli Arabi. Il Gran Conte Ruggero e il vescovo Ruggero eseguono le sopraelevazioni, i mosaici, le facciate, rimaneggiamenti persi in gran parte col terremoto del Val di Noto del 1693.
- ?, Chiesa di San Giovanni alle catacombe o gran basilica concattedrale di San Giovanni extra moenia di Siracusa, già tempio di culto al tempo delle predicazioni di San Paolo Apostolo, devastata dagli arabi. Il terremoto del Val di Noto del 1693 risparmia la facciata e le modifiche strutturali operate in epoca normanna.
- ?, Cattedrale di Santa Maria la Cava e Sant'Alfio di Lentini edificata sulla chiesa di Sant'Alfio sorta dopo il terremoto del Val di Noto del 1693 sulla distrutta basilica di Sant'Alfio. Soppressione della Diocesi dopo il vescovo Costantino nel 787 confluita nell'Arcidiocesi di Siracusa.

### Trapani e provincia
- 1176, Cattedrale di San Tommaso Becket Arcivescovo di Canterbury di Marsala edificata per opera di Giovanna Plantageneta, moglie di Guglielmo II di Sicilia, su un impianto di basilica paleocristiana. Soppressione della Diocesi di Lilibeo nel 787. Suffraganea dell'Arcidiocesi di Siracusa.
- 1086 - 1093, Basilica Cattedrale del Santissimo Salvatore di Mazara del Vallo edificata per opera del Gran Conte Ruggero. Primo Vescovo Stefano Ferro di Rouen.[25]

## Malta
Al novero delle cattedrali siciliane edificate in epoca normanna appartengono le:
- XI secolo, Cattedrale di San Paolo di Medina, Malta. Il preesistente edificio dedicato alla Vergine Maria versò in rovina durante la dominazione musulmana. Ricostruito in seguito alla riconquista normanna assieme alla ricostituita diocesi, divenne il riferimento della comunità cattolica del feudo di Malta.
- XI secolo, Cattedrale dell'Assunzione della Vergine Maria di Rabat, Malta, preesistente luogo di culto edificato sulle fondamenta del tempio romano dedicato a Giunone, distrutto dal terremoto del Val di Noto del 1693 e riedificato in stile barocco.

Nel 1530 per disposizione di Carlo V d'Asburgo, il feudo di Malta soggetto alla Corona di Sicilia è affidato all'Ordine Gerosolimitano per la contropartita simbolica consistente nell'offerta annuale di un falco ammaestrato.
Nel 1798 Napoleone Bonaparte durante la Campagna d'Egitto, col pretesto degli approvvigionamenti sbarca e occupa l'isola. Gli Ordini Cavallereschi, non potendo per statuto combattere contro altri cristiani, non offrono resistenza. Al saccheggio la Gran Bretagna e il Regno di Sicilia intervengono con armi e l'embargo dell'isola. Nel 1800 i francesi si arrendono. L'isola divenne possedimento inglese, nonostante le rimostranze dei Borbone re di Sicilia e re di Napoli, rivendicassero la sovranità sull'isola.

## Galleria d'immagini

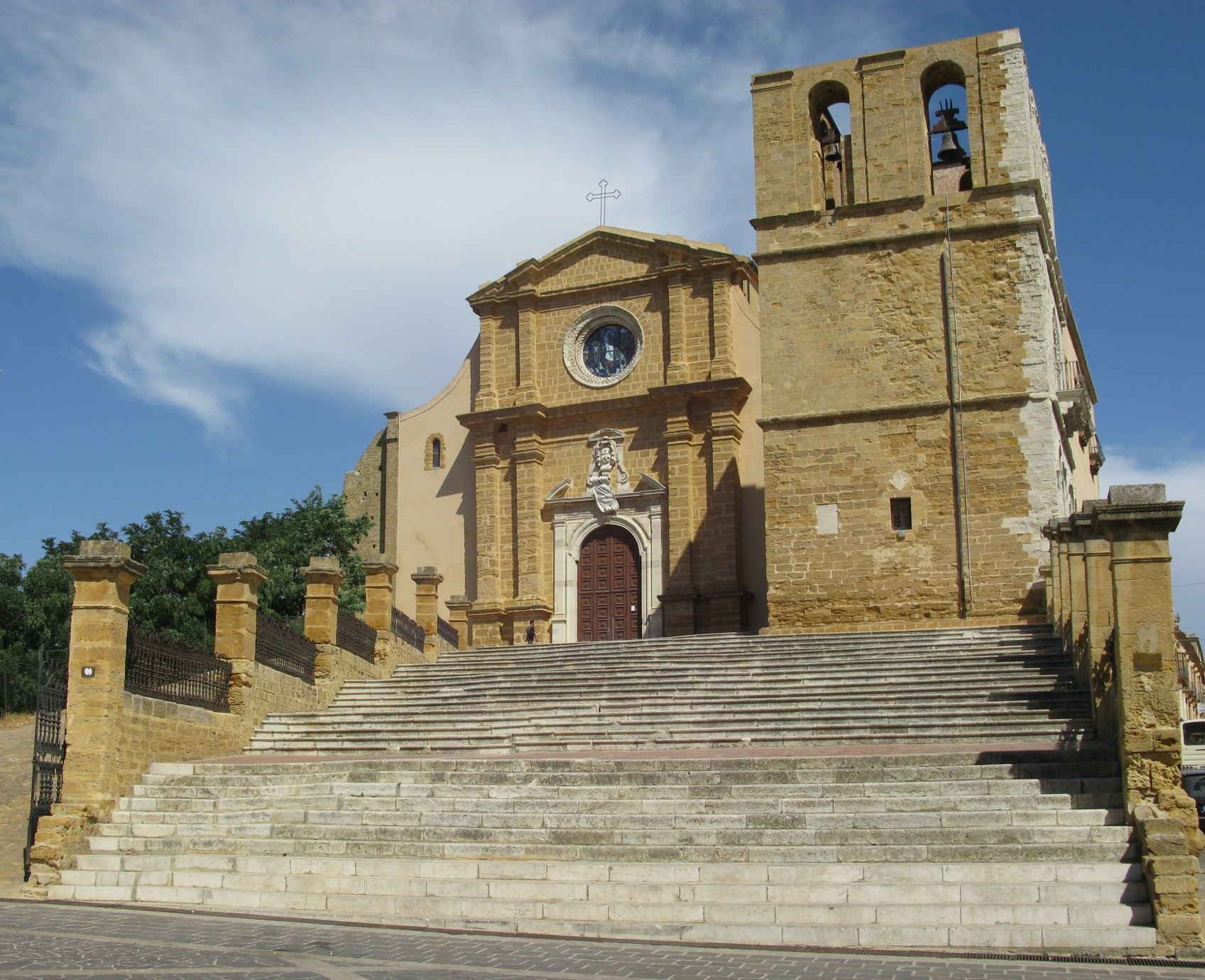
Cattedrale di Agrigento
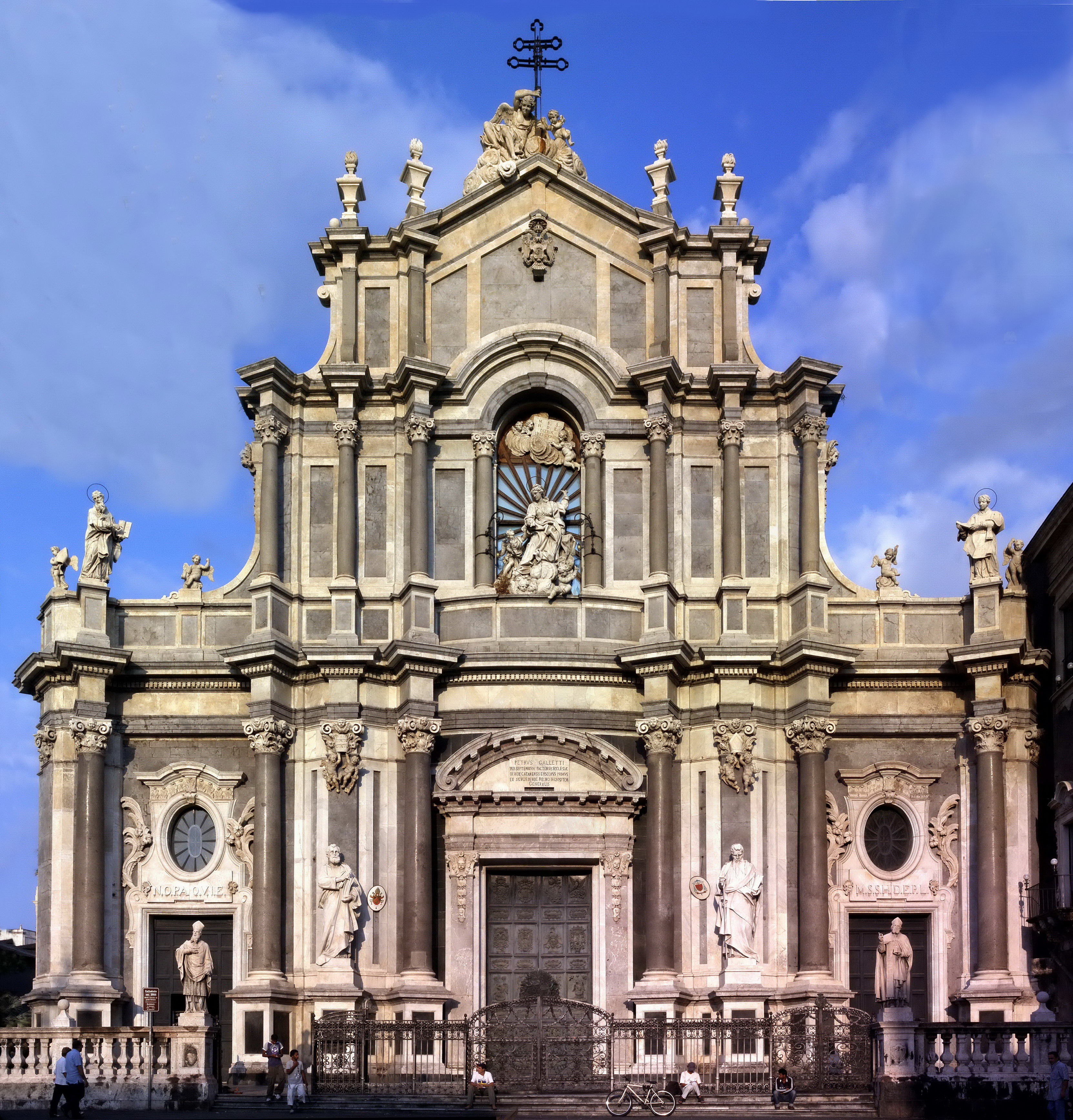
Cattedrale di Catania
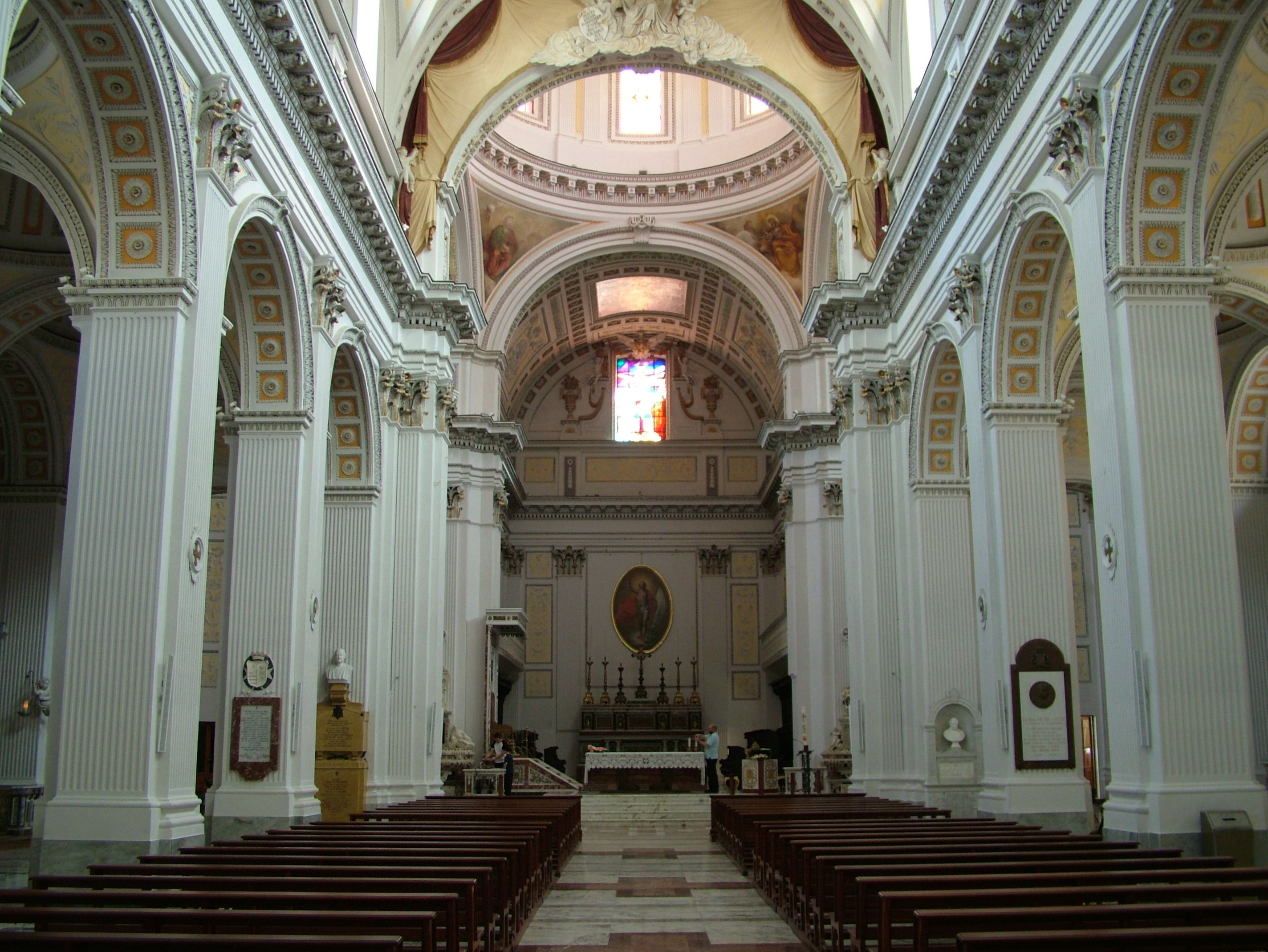
Cattedrale di Caltagirone
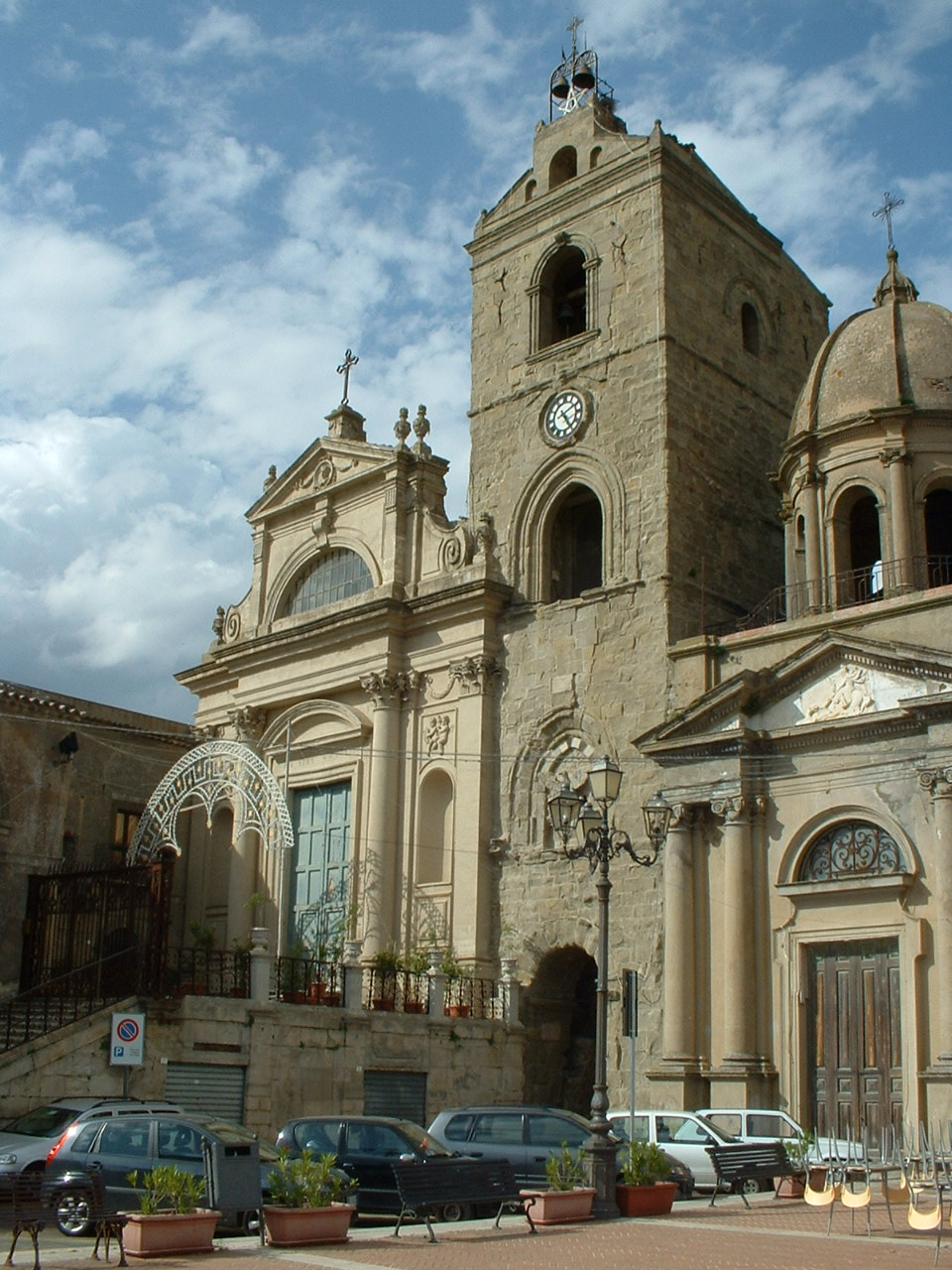
Cattedrale di Troina
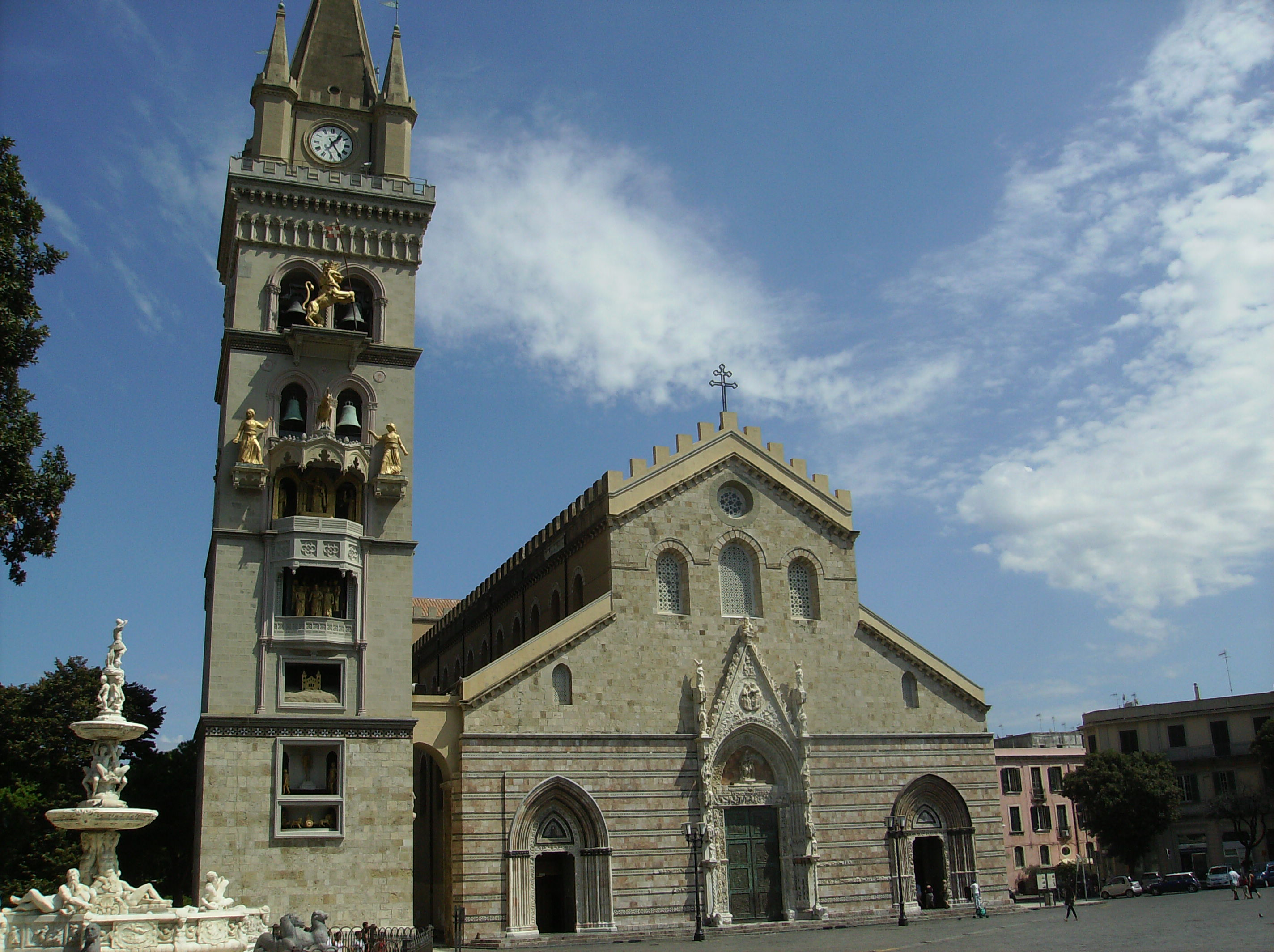
Cattedrale di Messina
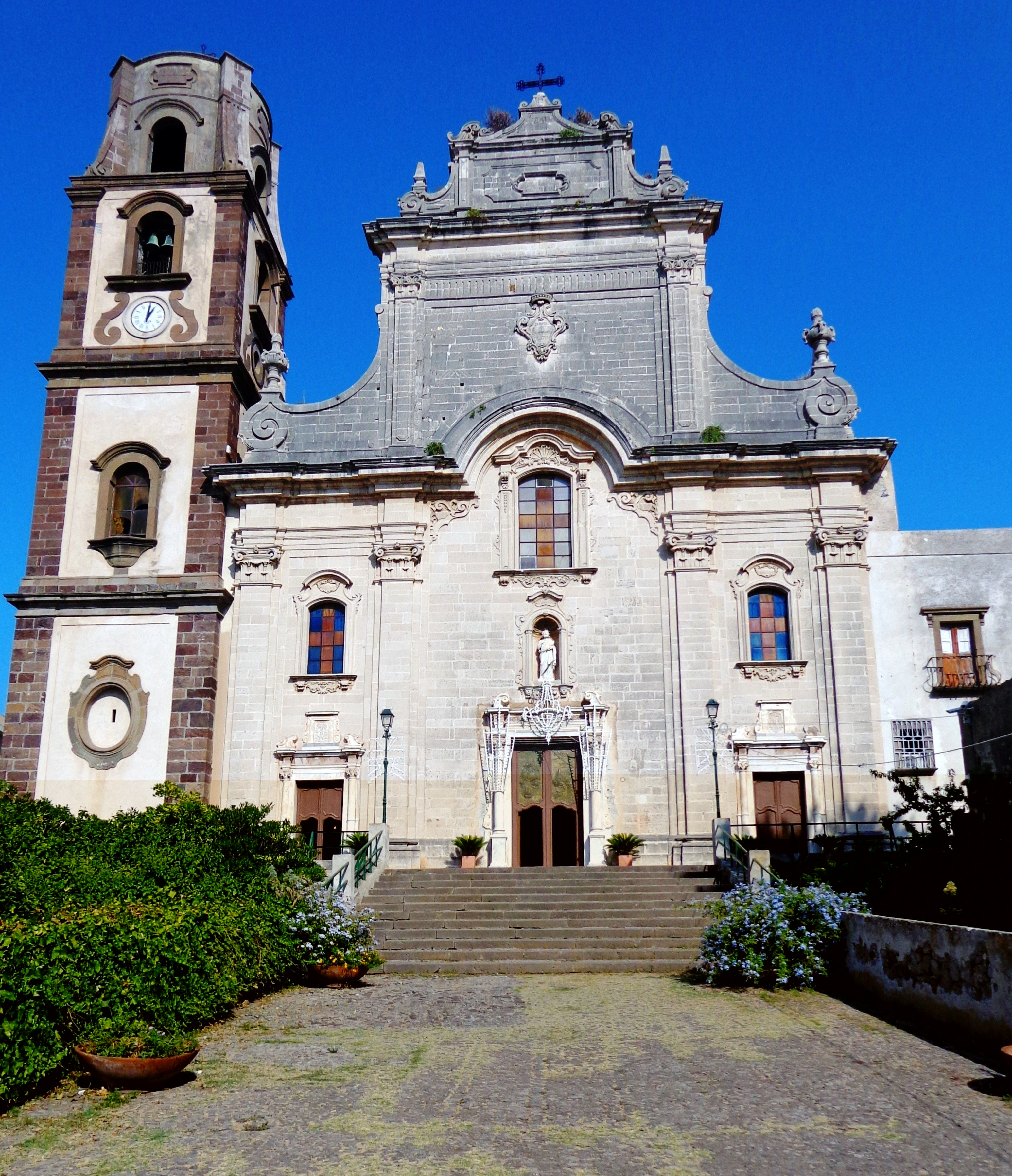
Cattedrale di Lipari
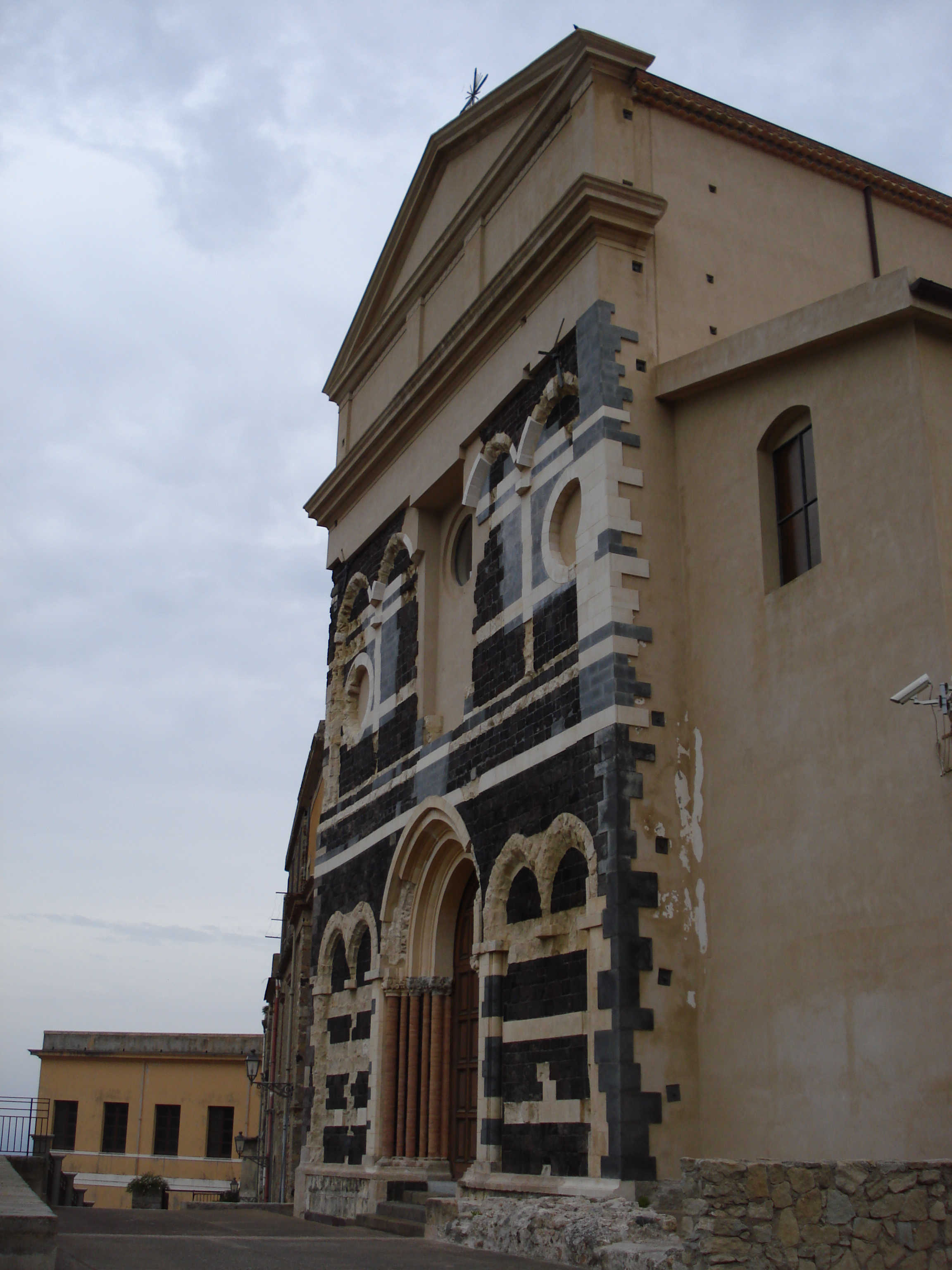
Cattedrale di Patti
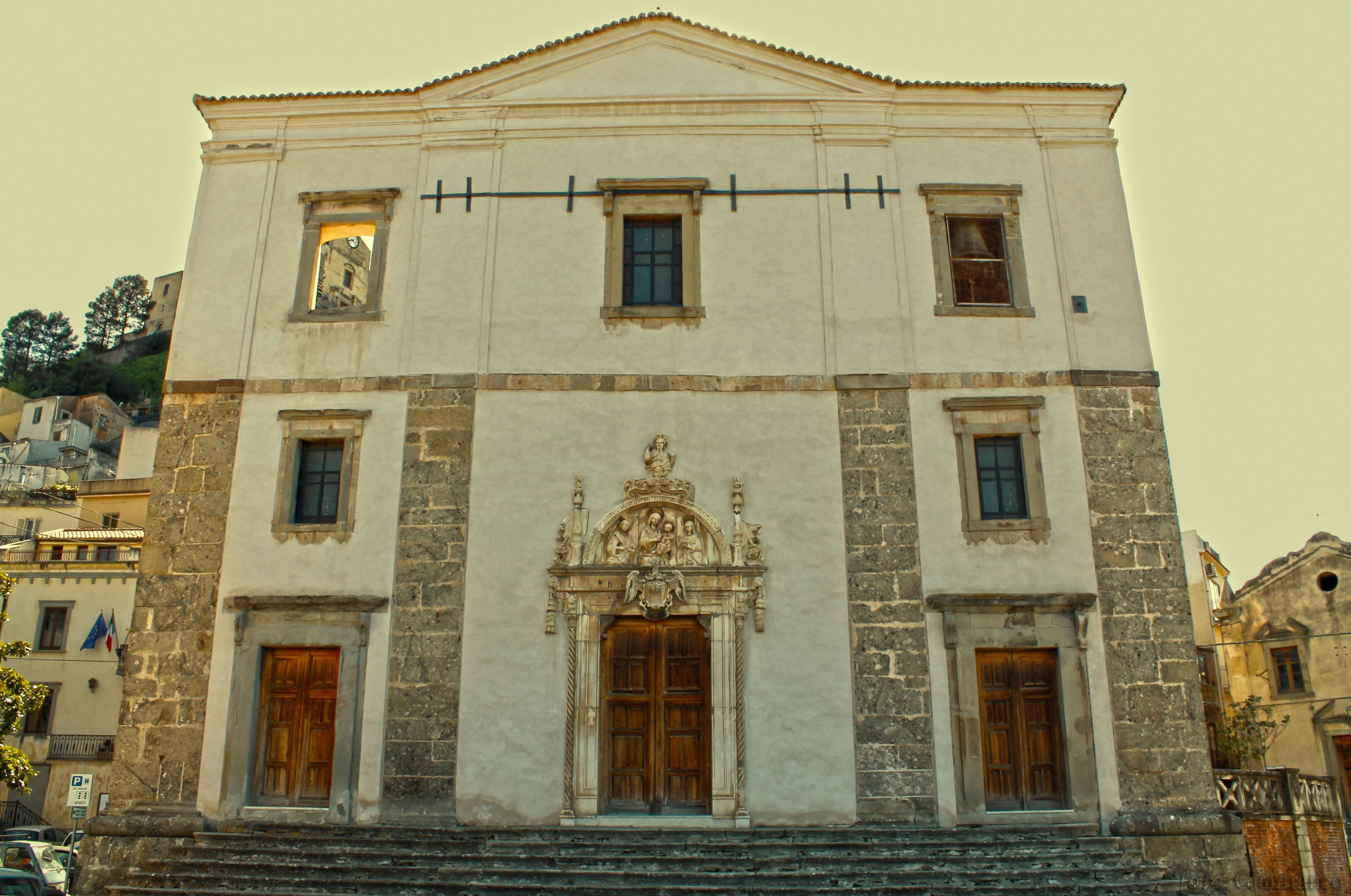
Cattedrale di Santa Lucia del Mela
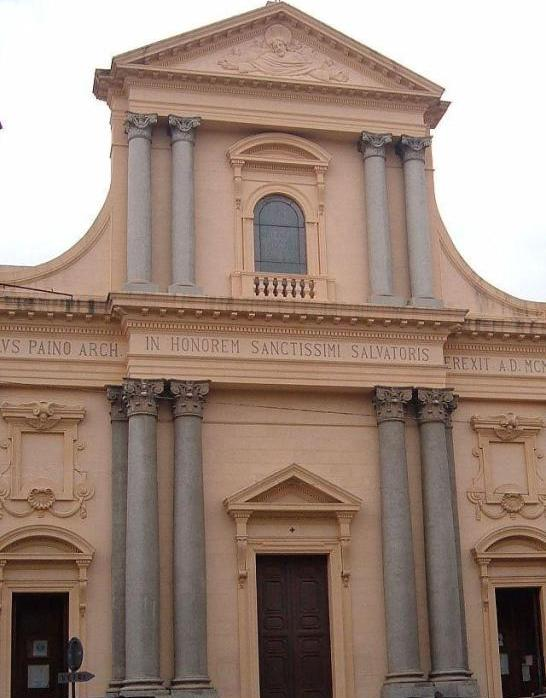
Concattedrale di Messina
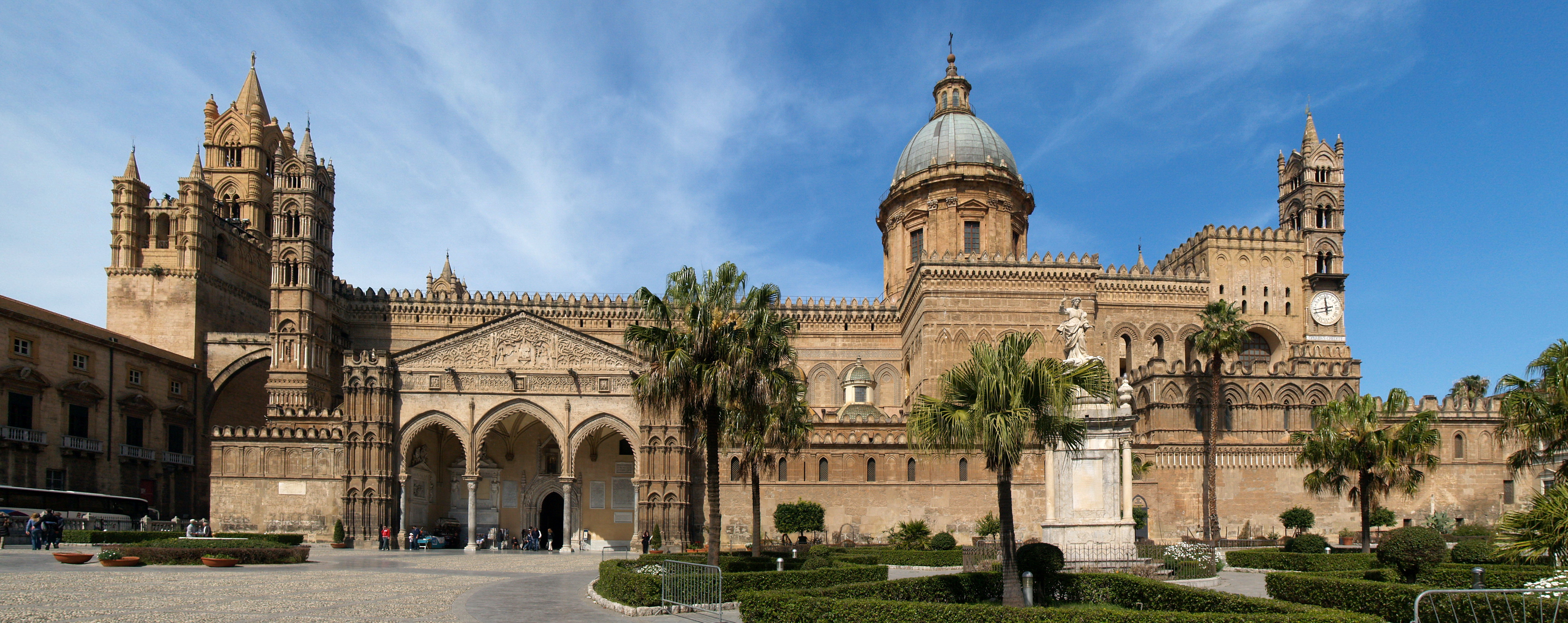
Cattedrale di Palermo
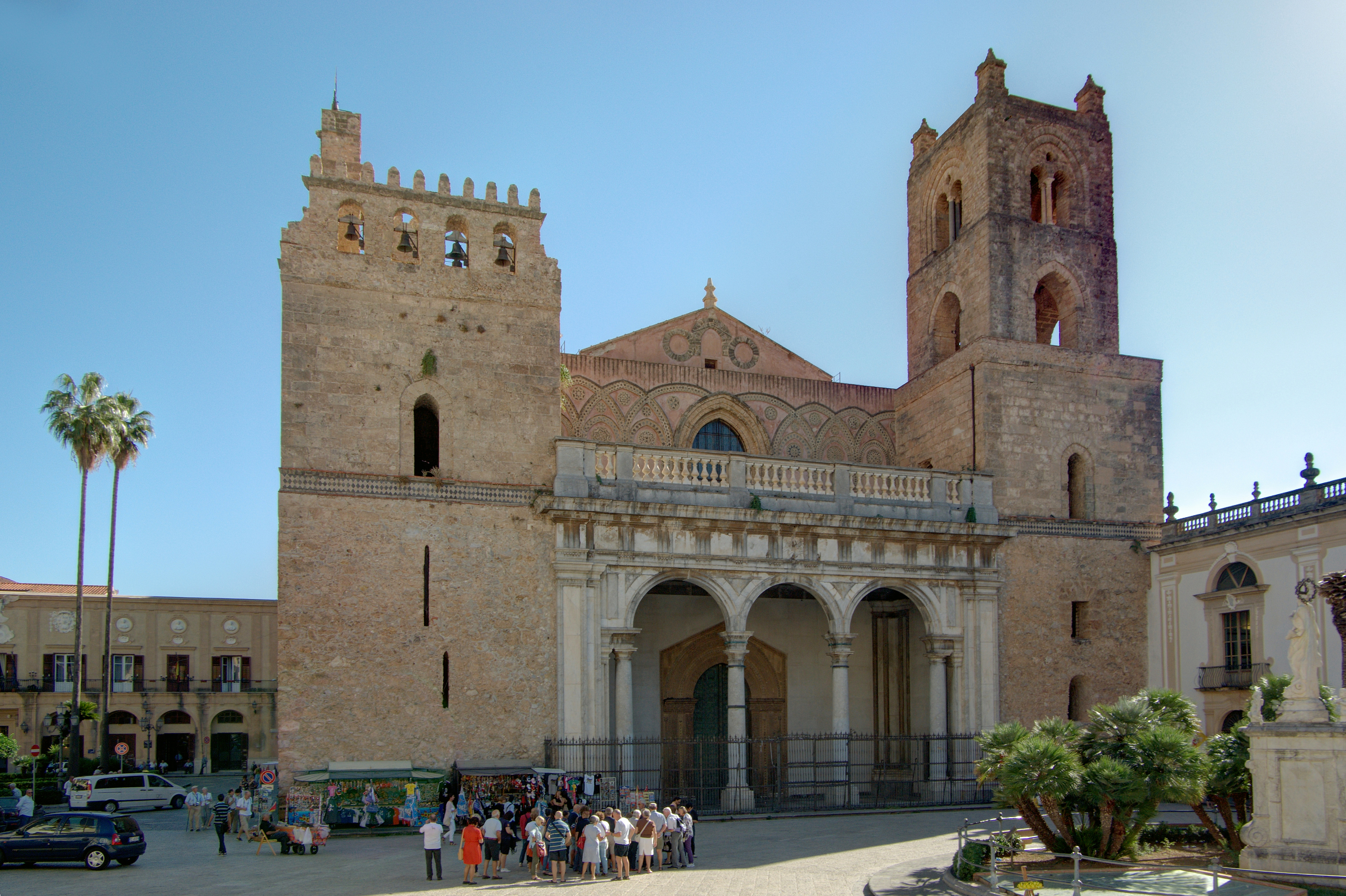
Cattedrale di Monreale
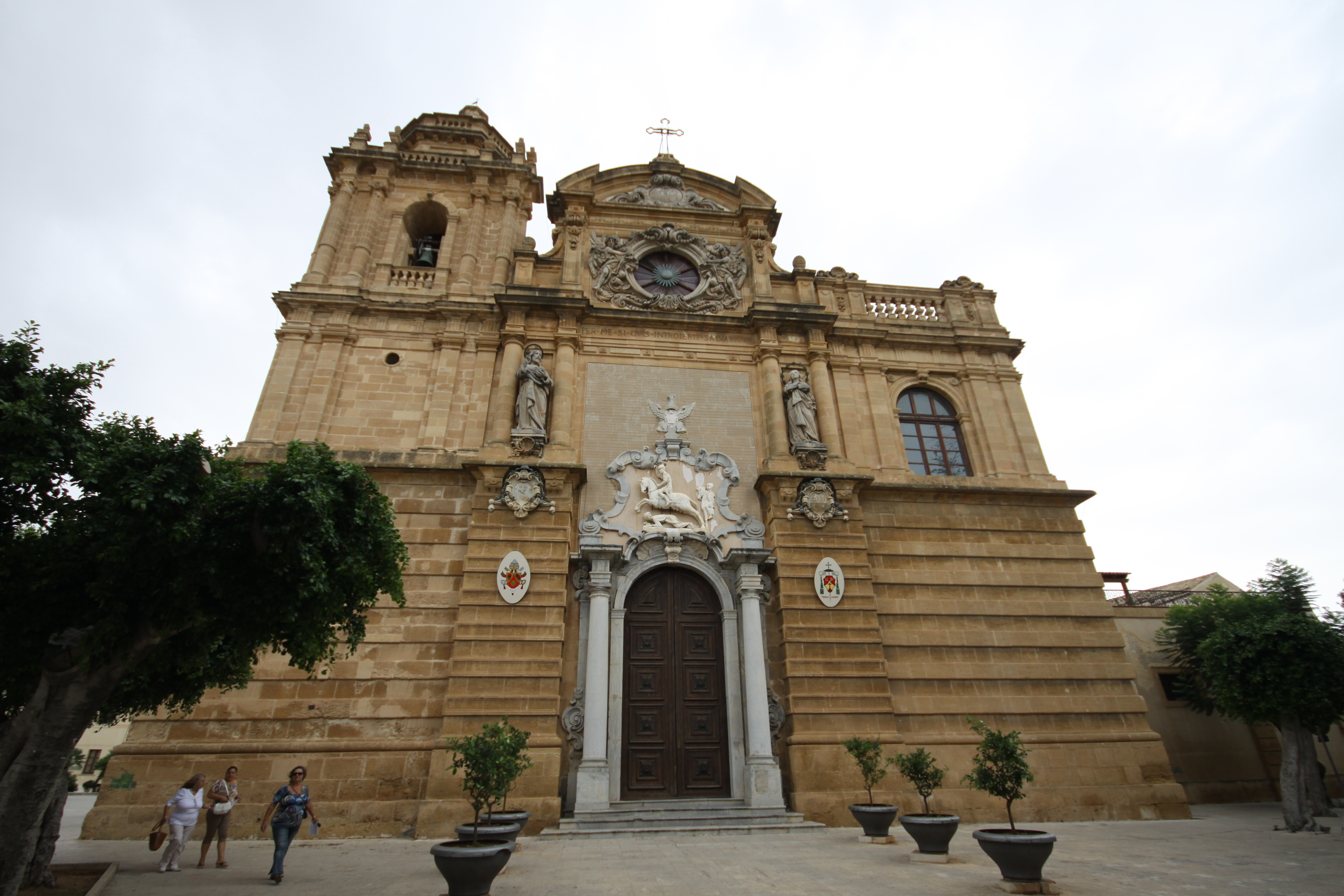
Cattedrale di Mazara del Vallo
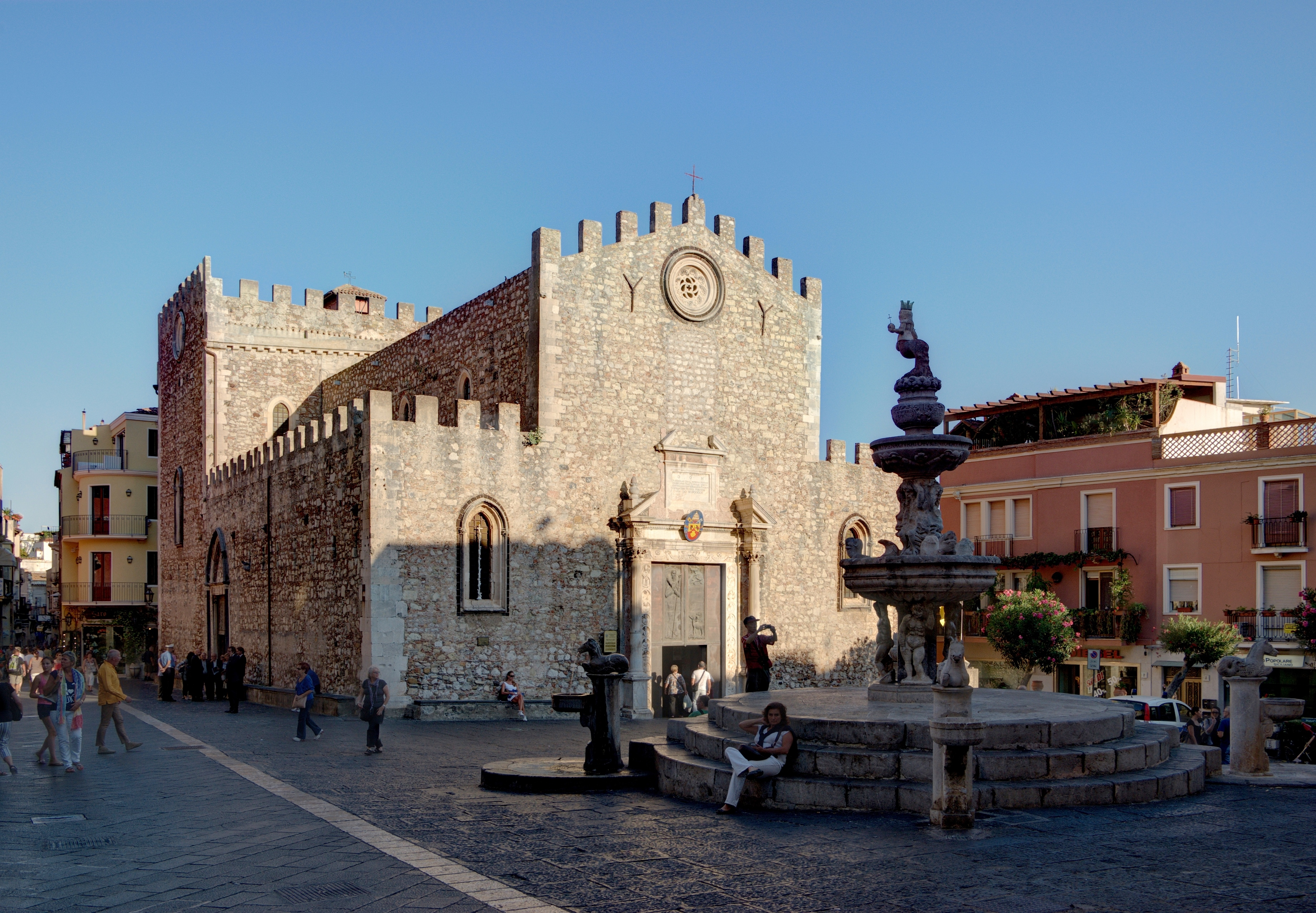
Cattedrale di Taormina
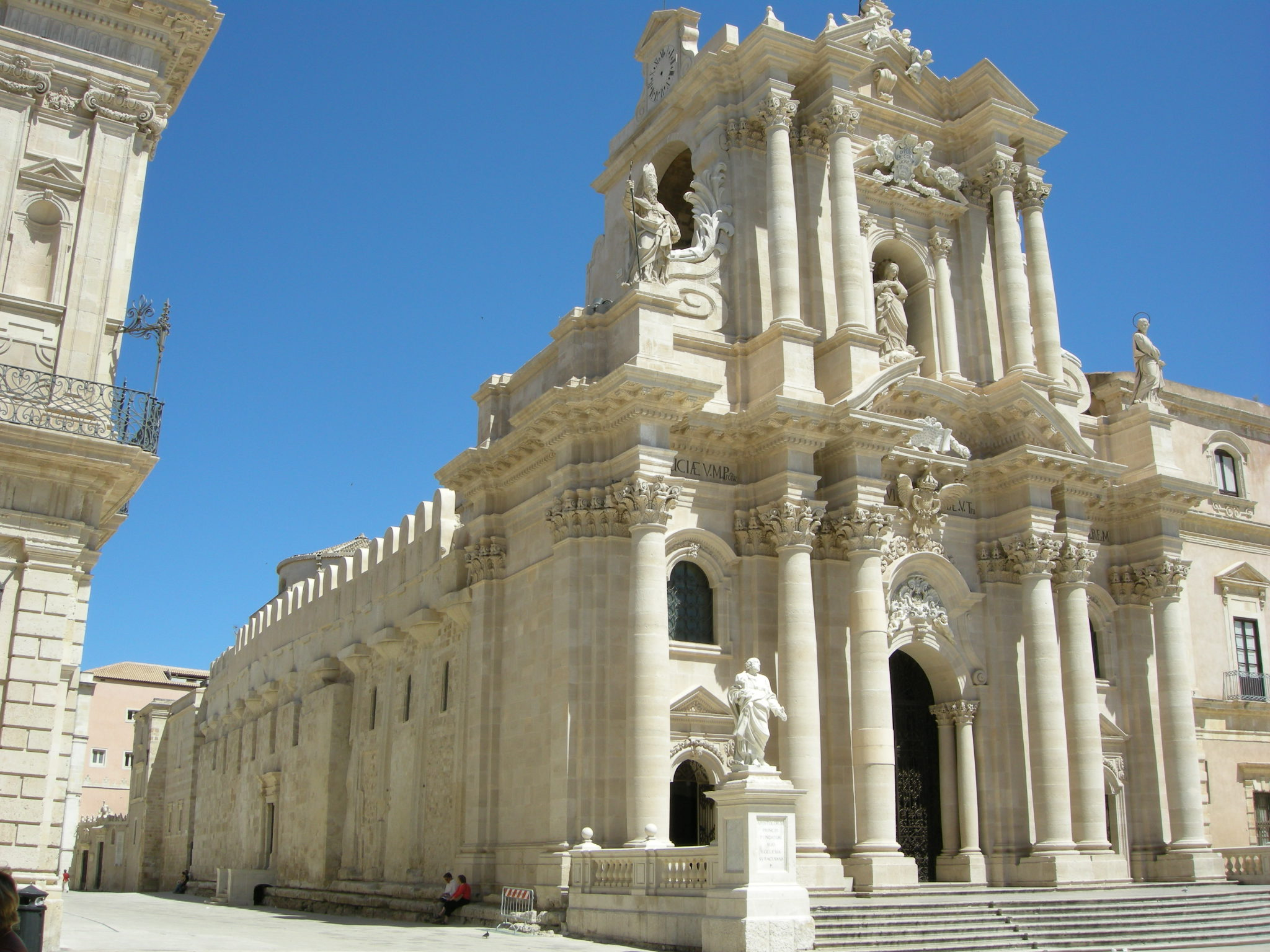
Cattedrale di Siracusa
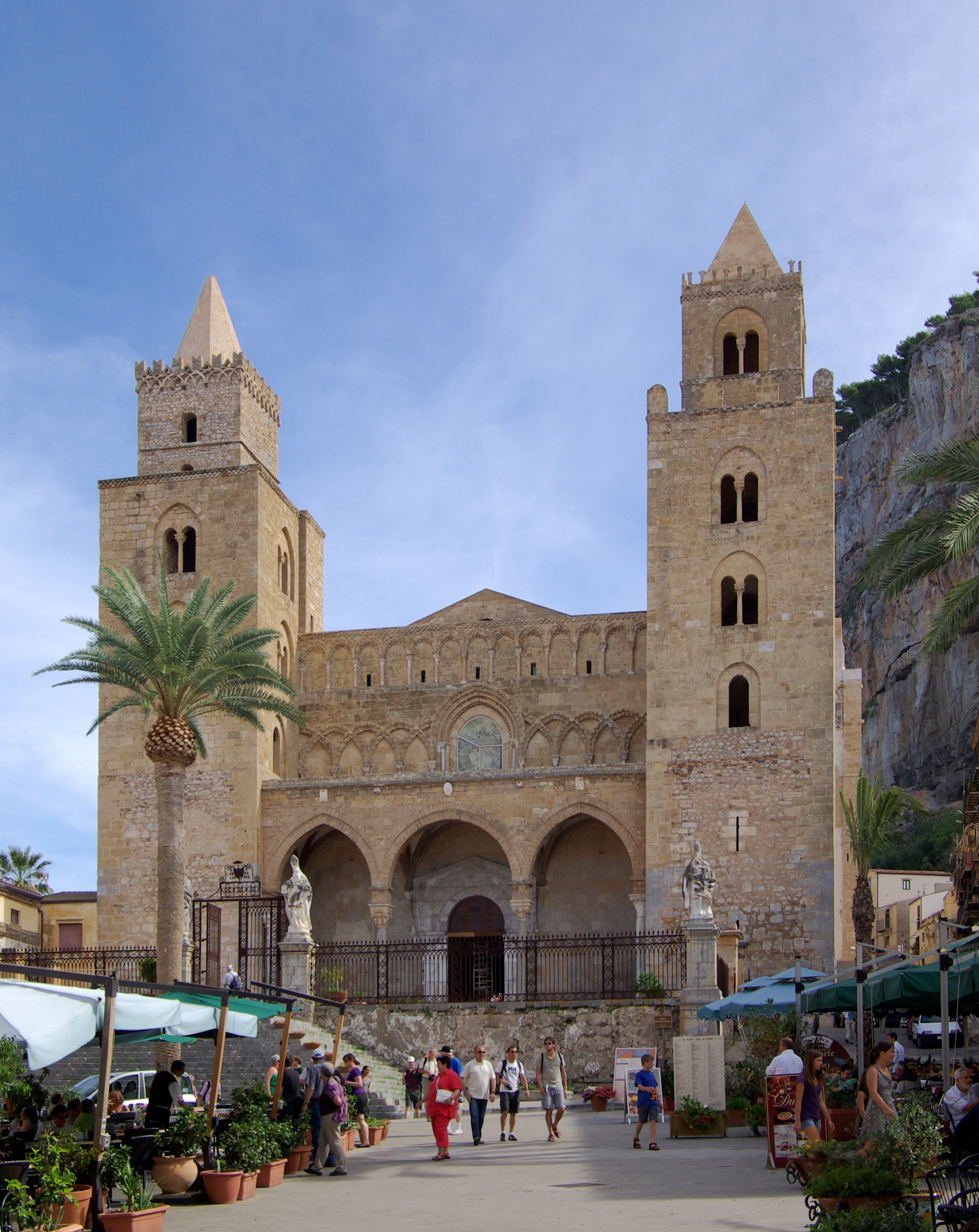
Cattedrale di Cefalù
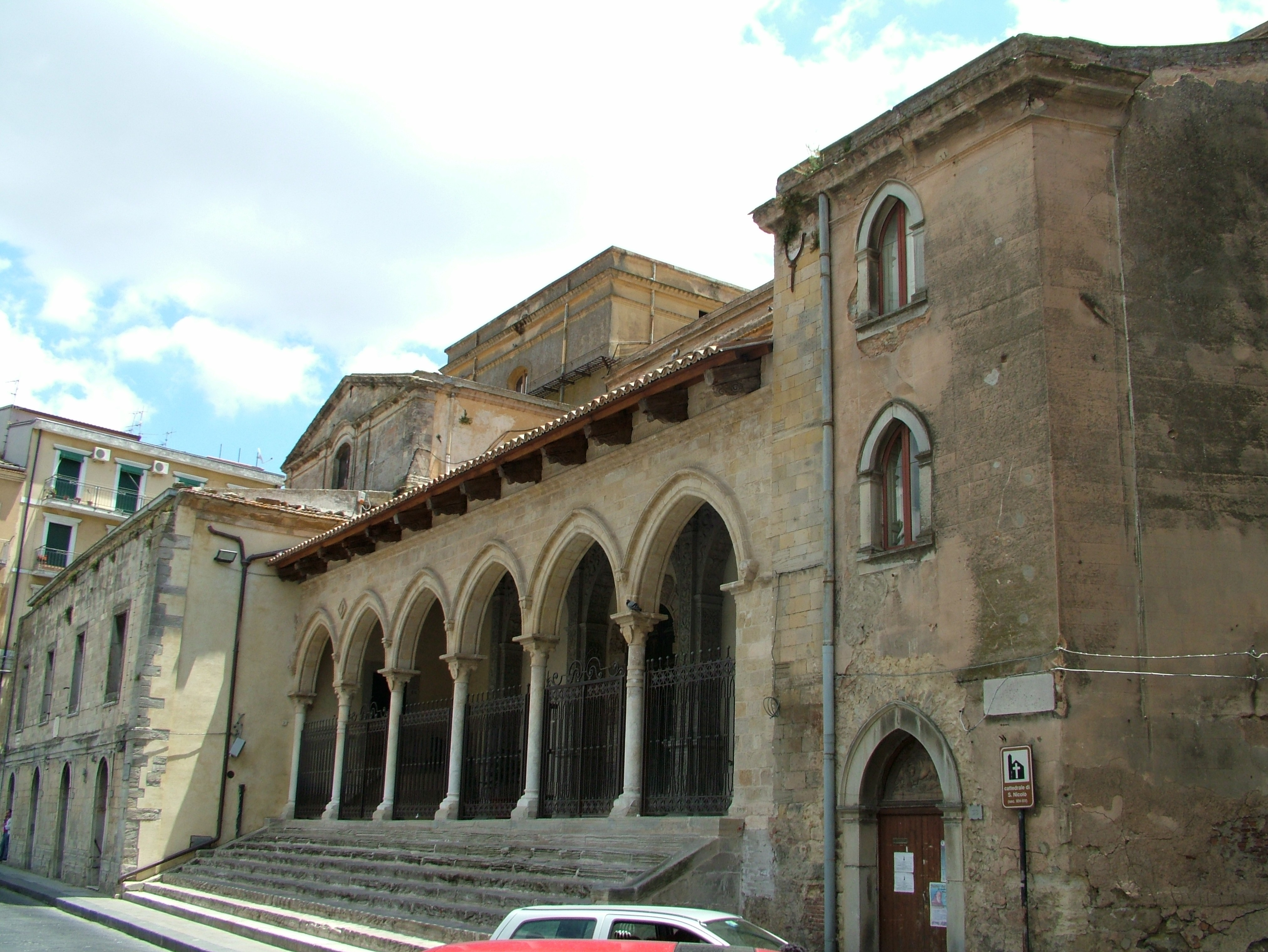
Cattedrale di Nicosia
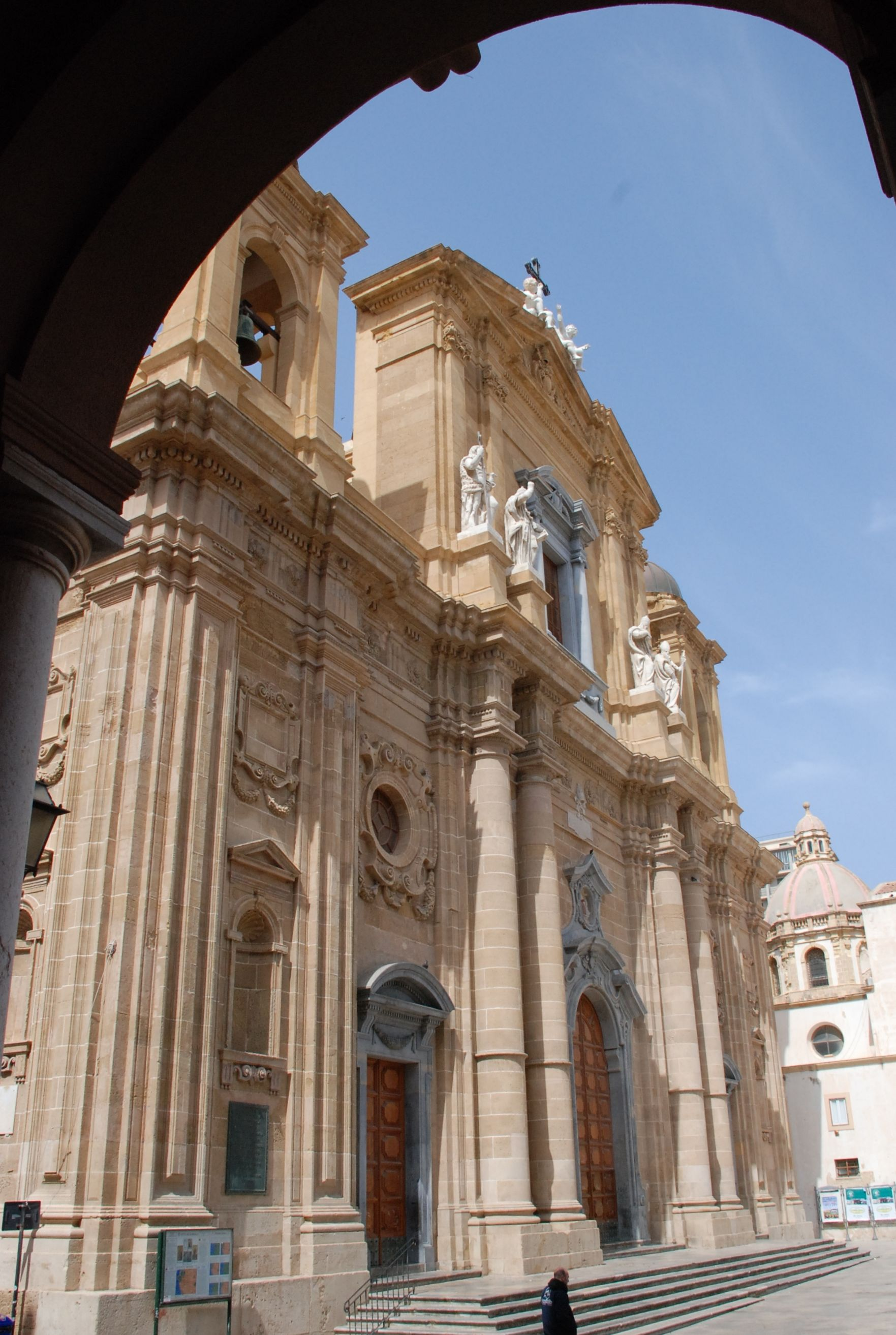
Cattedrale di Marsala
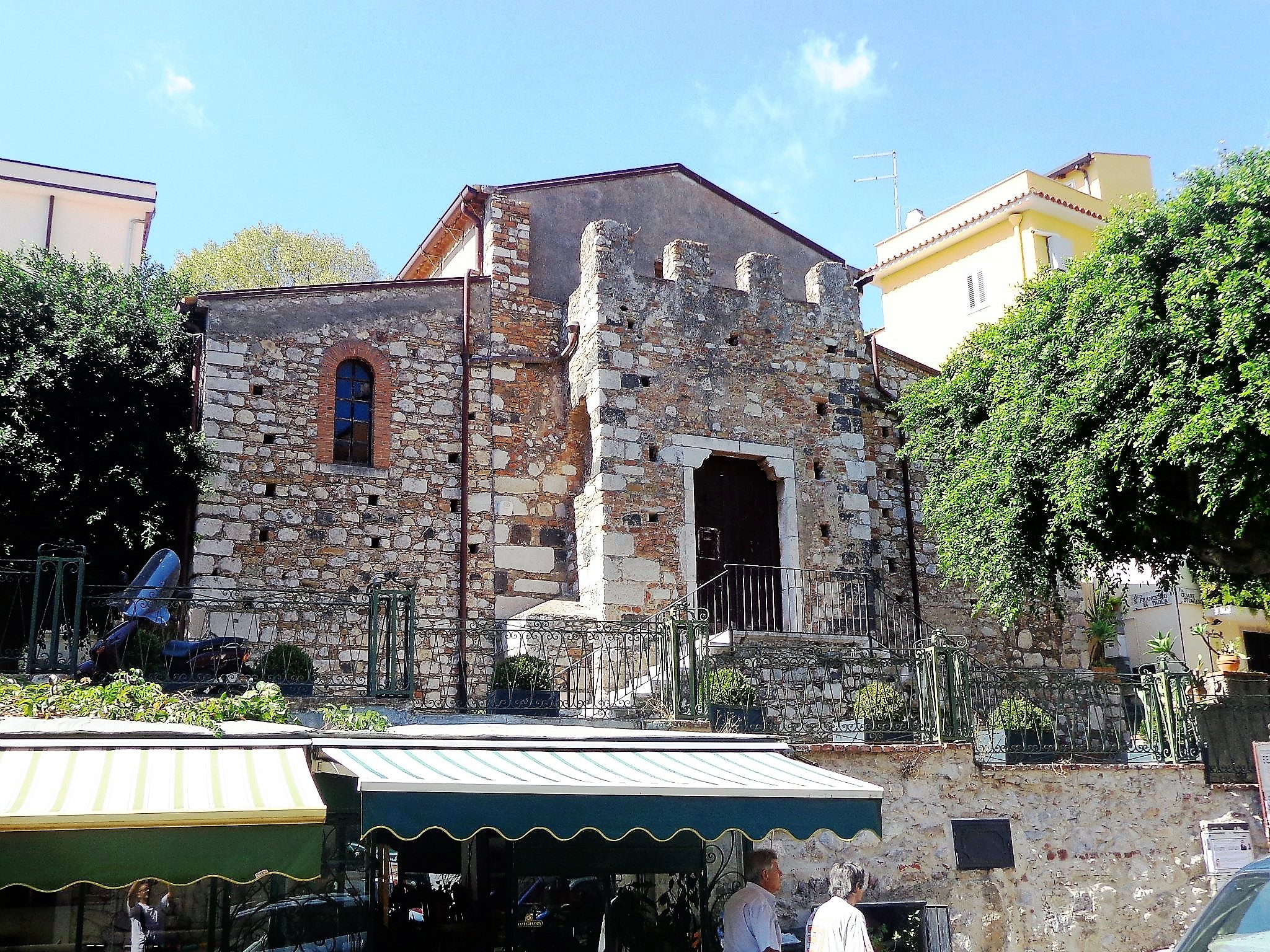
Primitiva cattedrale di Taormina